# Sudeste de la RSFS de Rusia
El Sudeste (del ruso: Ю́го-Восто́к), también llamado krai del Sudeste (Ю́го-Восто́чный край) y óblast del Sudeste (Ю́го-Восто́чная о́бласть) fue un territorio y más tarde una división administrativa de la RSFS de Rusia que existió de 1920 a 1924.
Originalmente, el nombre "Sudeste" era usado informalmente para referirse a los territorios del óblast del Don, el óblast de Kubán-Mar Negro, el óblast de Tersk, así como la gobernación de Stávropol y la República Autónoma Socialista Soviética de Daguestán, que eran gobernados por el Soviet Revolucionario del Ejército de Trabajadores del Sudeste de Rusia (de ahí el Sudeste) establecido el 7 de agosto de 1920. Pese a que el Soviet fue abolido en 1921, el "Sudeste" permaneció. Ocasionalmente, el territorio era llamado "krai del Sudeste" y "óblast del Sudeste", incluso aunque no se le asignó el estatus oficial de krai u óblast.
El sistema de división administrativa de la RSFSR se desarrolló desordenadamente a principio de la década de 1920: era inconsistente, caro de mantener y no muy efectivo en la práctica. Como reacción a ello, el 12º Congreso del Partido Comunista de Rusia (bolcheviques), el 23 de abril de 1924, decidió probar un nuevo sistema de división administrativa en dos áreas experimentales: una desarrollada industrialmente y la otra agrícola (que sería el Sudeste). El 13 de febrero de 1924 el Comité Ejecutivo Central de Todas las Rusias (VTsIK) definió oficialmente el Sudeste como el área que comprendía los territorios de los óblasts de Kuban y Don, las gubernias de Tersk y Stávropol, la ciudad de Grozni, y los óblasts autónomos de Kabardino-Balkaria, Karachái-Cherkesia, Adigué-Cherkesia y el Checheno y ordenó su división en distritos (raiones) a finales de 1924. En junio de 1924, el Presidium del VTsIK estableció una lista de los nuevos ókrugs y distritos en los que sería dividido el "krai (óblast) del Sudeste". Al mismo tiempo, el Óblast de Kubán-Mar Negro fue abolido y reemplazado por cuatro nuevos ókrugs, que serían divididos en dustritos por el Comité Ejecutivo del Óblast del Kubán-Mar Negro el 19 de julio de 1924.
El krai del Sudeste fue renombrado como krai del Cáucaso Norte por Resolución del Presidium del VTsIK del 16 de octubre de 1924 y por Resolución del Comité Ejecutivo del krai el 16 de noviembre del mismo año.